# Prodigal Sons

《Prodigal Sons》는 아일랜드의 포크 그룹 더 더블리너스의 정규 음반이다.
| 전문가 평가 | 전문가 평가 |
| 평가 점수   | 평가 점수   |
| 출처        | 점수        |
| ----------- | ----------- |
| Allmusic    | [ 1 ]       |

## 트랙 리스트

### 사이드 원
1. "Building Up and Tearing England Down" (Dominic Behan)
2. "Jigs - My Darling Asleep/Paddy in London/An Tathair Jack Walsh"
3. "The Newry Highwayman"
4. "When Margaret Was Eleven" (Pete St. John)
5. "Prodigal Son" (John Sheahan)

### 사이드 투
1. "The Waterford Boys"
2. "Reels - The Humours of Scariff/The Flannel Jacket"
3. "Now I'm Easy" (Eric Bogle)
4. "The Hen's March to the Midden"
5. "Song for Ireland" (Phil Colclough)
6. "Second World Song" (David McDonagh)

## 크레딧
- 로니 드루 - 기타, 보컬
- 바니 매케너, 밴조, 만돌린, 보컬
- 존 시헌 - 바이올린, 틴 휘슬, 보컬
- 숀 캐넌 - 기타, 보컬
- 에이먼 캠벨 - 기타
- 데스 무어 - 기타
- 나이젤 워런그린 - 첼로
- 빌 웰런 - 키보드, 프로듀서
- 필립 베글리 - 엔지니어
- 퍼거스 부크 - 사진
- 다라 오 로클레인 - 음반 디자인